# 亞維爾尼克-戈爾甘山
48°24′27″N 24°29′52″E / 48.40750°N 24.49778°E
亞維爾尼克-戈爾甘山是烏克蘭的山峰，位於該國西部，處於伊萬諾-弗蘭科夫斯克州，屬於烏克蘭喀爾巴阡山脈的一部分，海拔高度1,467米。